# Pazinotus
Pazinotus là một chi ốc biển, là động vật thân mềm chân bụng sống ở biển thuộc họ Muricidae, họ ốc gai.

## Các loài
Các loài thuộc chi Pazinotus bao gồm:
- Pazinotus advenus Poorman, 1980[2]
- Pazinotus bodarti (Santos Costa, 1993)[3]
- Pazinotus bowdenensis (Vokes, 1970)[4]
- Pazinotus brevisplendoris (Houart, 1985)[5]
- Pazinotus falcatiformis (Thiele, 1925)[6]
- Pazinotus goesi Houart, 2006[7]
- Pazinotus kilburni (Houart, 1987)[8]
- Pazinotus sibogae (Schepman, 1911)[9]
- Pazinotus smithi (Schepman, 1911)[10]
- Pazinotus spectabilis Houart, 1991[11]
- Pazinotus stimpsonii (Dall, 1889)[12]